# لورا فرانک
لورا فرانک (انگلیسی: Laura Frank؛ زادهٔ ۳ اوت ۱۹۹۸) بازیکن فوتبال اهل دانمارک است.
وی همچنین در تیم‌های ملی فوتبال زنان دانمارک بازی کرده‌است.